# 团泊镇
团泊镇，是中华人民共和国天津市静海区下辖的一个乡镇级行政单位。

## 行政区划
团泊镇下辖以下地区：
团泊村、宫家堡村、吴家堡村、孟家房子村、张家房子村、小邱庄村、孟铺子村、薛房子村和天津大学仁爱学院社区。